# Melhor jogador do mundo pela FIFA em 1991
O primeiro prêmio da FIFA de melhor jogador do mundo foi dado em 1991 ao alemão Lothar Matthäus, ficando à frente do francês Jean-Pierre Papin e do inglês Gary Lineker.

## Resultado
| Posição | Jogador           | Clube                           |
| ------- | ----------------- | ------------------------------- |
| 1       | Lothar Matthäus   | Internazionale                  |
| 2       | Jean-Pierre Papin | Marseille                       |
| 3       | Gary Lineker      | Tottenham Hotspur               |
| 4       | Robert Prosinečki | Red Star Belgrade → Real Madrid |
| 5       | Marco van Basten  | Milan                           |
| 6       | Franco Baresi     | Milan                           |
| 7       | Iván Zamorano     | Sevilla                         |
| 8       | Andreas Brehme    | Internazionale                  |
| 9       | Gianluca Vialli   | Sampdoria                       |
| 10      | Enzo Scifo        | Auxerre → Torino                |